# Liste der Gesamtsieger im Rennrodel-Nationencup
Die Liste der Gesamtsieger im Rennrodel-Nationencup verzeichnet alle Rodler und Rodlerinnen, die in der Gesamtwertung des Rennrodel-Nationencup seit dessen Einführung in den jeweiligen Disziplinen – Einsitzer der Männer und der Frauen sowie dem Doppelsitzer – die drei ersten Ränge nach den sportlich erreichten Punkte eingenommen hatten.

## Gesamtsieger im Einsitzer-Nationencup der Frauen
| Saison  | Siegerin              | Zweite                | Dritte               |
| ------- | --------------------- | --------------------- | -------------------- |
| 2008/09 | Stefanie Sieger       | Aleksandra Rodionowa  | Lilia Ludan          |
| 2009/10 | Ewelina Staszulonek   | Corinna Martini       | Megan Sweeney        |
| 2010/11 | Ewelina Staszulonek   | Sandra Gasparini      | Maija Tīruma         |
| 2011/12 | Natalja Chorjowa      | Sandra Gasparini      | Carina Schwab        |
| 2012/13 | Aileen Frisch         | Corinna Martini       | Carina Schwab        |
| 2013/14 | Arianne Jones         | Natalja Chorjowa      | Aileen Frisch        |
| 2014/15 | Birgit Platzer        | Jekaterina Katnikowa  | Aileen Frisch        |
| 2015/16 | Julia Taubitz         | Miriam Kastlunger     | Sandra Robatscher    |
| 2016/17 | Andrea Vötter         | Ulla Zirne            | Jekaterina Katnikowa |
| 2017/18 | Raluca Strămăturaru   | Wiktorija Demtschenko | Madeleine Egle       |
| 2018/19 | Wiktorija Demtschenko | Jekaterina Katnikowa  | Jekaterina Baturina  |
| 2019/20 | Raluca Strămăturaru   | Ashley Farquharson    | Brittney Arndt       |
| 2020/21 | Verena Hofer          | Hannah Prock          | Jekaterina Baturina  |
| 2021/22 | Nina Zöggeler         | Diana Loginowa        | Verena Hofer         |

## Gesamtsieger im Einsitzer-Nationencup der Männer
| Saison  | Siegerin                | Zweite                | Dritte              |
| ------- | ----------------------- | --------------------- | ------------------- |
| 2008/09 | Jeff Christie           | Inārs Kivlenieks      | Samuel Edney        |
| 2009/10 | Gregory Carigiet        | Stefan Höhener        | Reinhard Egger      |
| 2010/11 | Semjon Pawlitschenko    | Johannes Ludwig       | Maciej Kurowski     |
| 2011/12 | Jewgeni Woskresenski    | Robert Fischer        | Christopher Mazdzer |
| 2012/13 | Wiktor Kneib            | Alexander Peretjagin  | Samuel Edney        |
| 2013/14 | Semjon Pawlitschenko    | Johannes Ludwig       | Inārs Kivlenieks    |
| 2014/15 | Ralf Palik              | Daniel Pfister        | Emanuel Rieder      |
| 2015/16 | Chris Eißler            | Julian von Schleinitz | Valentin Crețu      |
| 2016/17 | Kevin Fischnaller       | David Gleirscher      | Chris Eißler        |
| 2017/18 | Inārs Kivlenieks        | Nico Gleirscher       | Emanuel Rieder      |
| 2018/19 | Nico Gleirscher         | Stepan Fjodorow       | Armin Frauscher     |
| 2019/20 | Jonathan Eric Gustafson | Jozef Ninis           | Riks Rozītis        |
| 2020/21 | Gints Bērziņš           | Anton Dukatsch        | Mateusz Sochowicz   |
| 2021/22 | Chris Eißler            | Artūrs Dārznieks      | Leon Felderer       |

## Gesamtsieger im Doppelsitzer-Nationencup
| Saison  | Siegerin                                     | Zweite                                  | Dritte                                 |
| ------- | -------------------------------------------- | --------------------------------------- | -------------------------------------- |
| 2008/09 | Toni Eggert Marcel Oster                     | Michail Kusmitsch Stanislaw Michejew    | Ján Harniš Branislav Regec             |
| 2009/10 | Hans Peter Fischnaller Patrick Schwienbacher | Michail Kusmitsch Stanislaw Michejew    | Wladislaw Juschakow Wladimir Machnutin |
| 2010/11 | Tristan Walker Justin Snith                  | Matt Mortensen Preston Griffall         | Dennis Groszew Juri Prochorow          |
| 2011/12 | Alexander Denissjew Wladislaw Antonow        | Ludwig Rieder Patrick Rastner           | Ronny Pietrasik Christian Weise        |
| 2012/13 | Ján Harniš Branislav Regec                   | Vereinigte Staaten Andrew Sherk         | Wladislaw Juschakow Wladimir Machnutin |
| 2013/14 | Oskars Gudramovičs Pēteris Kalniņš           | Alexander Denissjew Wladislaw Antonow   | Andrei Bogdanow Andrei Medwedew        |
| 2014/15 | Robin Geueke David Gamm                      | Thomas Steu Lorenz Koller               | Lukáš Brož Antonín Brož                |
| 2015/16 | Thomas Steu Lorenz Koller                    | Lukáš Brož Antonín Brož                 | Matěj Kvíčala Jaromír Kudera           |
| 2016/17 | Lukáš Brož Antonín Brož                      | Vereinigte Staaten Anthony Espinoza     | Matěj Kvíčala Jaromír Kudera           |
| 2017/18 | Oskars Gudramovičs Pēteris Kalniņš           | Wojciech Chmielewski Jakub Kowalewski   | Lukáš Brož Antonín Brož                |
| 2018/19 | Wsewolod Kaschkin Konstantin Korschunow      | Park Jin-young Kang Doung-kyu           | Ihor Stachiw Andrij Lyssezkyj          |
| 2019/20 | Tomáš Vaverčák Matej Zmij                    | Park Jin-young Kang Doung-kyu           | Ihor Stachiw Andrij Lyssezkyj          |
| 2020/21 | Park Jin-young Kang Doung-kyu                | Juri Gatt Riccardo Schöpf               | Tomáš Vaverčák Matej Zmij              |
| 2021/22 | Tristan Walker Justin Snith                  | Wsewolod Kaschkin Konstantin Korschunow | Stanislaw Malzew Dmitri Chalilow       |